# Merve Aydın
Merve Aydın (Mersina, 10 marzo 1994) è una cestista turca.

## Carriera
Con la Turchia ha disputato i Campionati mondiali del 2018.